# Шахова олімпіада 1928
Шахова олімпіада 1928 року — друга офіційна шахова олімпіада. Пройшла у Гаазі 21 липня — 5 серпня 1928 року і була приурочена IX Літнім Олімпійським іграм, які відбувалися в Амстердамі. ФІДЕ визнала турнір офіційним лише після його закінчення.

## Питання «любителів» і «професіоналів»
У 1927 році конгрес ФІДЕ заборонив «професіоналам» брати участь у шахових олімпіадах. Незадовго до старту олімпіади-28 черговий конгрес анулював це рішення, але багато команд не встигло залучити до складу своїх лідерів. Так, Австрія грала без Ґрюнфельда і Шпільмана, німці — без Тарраша і Мізеса, поляки — без Рубінштейна і Тартаковера, Угорщина виступала без Мароці, а в команді Чехословаччини не було Реті. Також паралельно з оліміпадою відбувався індивідуальний турнір за звання чемпіона світу серед любителів, який зібрав багатьох представників шахової еліти.
Шахова громадськість із цікавистю чекала, які результати покажуть команди США і Польщі, що не брали участі в минулому турнірі. Всього стартувало 17 збірних.

## Перебіг турніру
Після 9 турів на першому місці йшли угорці, далі розташовувались команди Чехословаччини, Польщі, Австрії, США, Данії. У 10-14 турах Угорщина здобула кілька перемог з великим рахунком і забезпечила собі титул переможця, адже за 2 тури до кінця американці мали 30,5 очок і навіть теоретично не могли наздогнати лідерів, які мали 40 пунктів.
Угорські шахісти захистили чемпіонське звання завойоване на попередній олімпіаді. Їхній склад був таким: Ґеза Надь (+9 -2 =5), Ендре Штайнер (+10 -3 =3), Арпад Вайда (+6 -1 =9) і Корнел Гаваші (+6 -1 =9). Віце-чемпіоном стала збірна США, де прекрасною грою виділявся 22-річний Айзек Кежден (+12 -1 =2). Саме американець показав найкращий особистий результат на турнірі — 87% (12 з 15 очок). Третьою фінішувала збірна Польщі.
Прогрес показала команда Аргентини, яка у порівнянні з минулою олімпіадою піднялася на 4 сходиники і посіла 8-е місце, випередивши, наприклад, сильну збірну Німеччини.

## Підсумкова таблиця
- Очки - сума набраних очок всіма шахістами (1 за перемогу шахіста, ½ за нічию, 0 - поразка);
- КО - командні очки, набрані всією командою (2 за перемогу команди, 1 - нічия, 0 - поразка);

| №  | Країна         | 1  | 2  | 3  | 4  | 5  | 6  | 7  | 8  | 9  | 10 | 11 | 12 | 13 | 14 | 15 | 16 | 17 | Очки | КО | Перемоги | Нічиї | Поразки |
| -- | -------------- | -- | -- | -- | -- | -- | -- | -- | -- | -- | -- | -- | -- | -- | -- | -- | -- | -- | ---- | -- | -------- | ----- | ------- |
| 1  | Угорщина       |    | 1½ | 3  | 2  | 3½ | 1½ | 2½ | 3  | 3  | 3½ | 2½ | 3  | 2  | 2½ | 3  | 3½ | 4  | 44   | 26 | 12       | 2     | 2       |
| 2  | США            | 2½ |    | 1  | 3½ | 3½ | 2  | 2  | 1½ | 3  | 3  | 3  | 2  | 2½ | 2  | 2  | 3  | 3  | 39½  | 23 | 9        | 5     | 2       |
| 3  | Польща         | 1  | 3  |    | 1½ | 2  | 1  | 3  | 2½ | 3  | 2  | 2½ | 2½ | 2½ | 2  | 2  | 2½ | 4  | 37   | 22 | 9        | 4     | 3       |
| 4  | Австрія        | 2  | ½  | 2½ |    | 3  | 2  | 1  | 2  | 2  | 3  | 3  | 1  | 3  | 3½ | 3  | 1½ | 3½ | 36½  | 20 | 8        | 4     | 4       |
| 5  | Данія          | ½  | ½  | 2  | 1  |    | 1½ | 1  | 3  | 3  | 1½ | 3  | 4  | 2½ | 3  | 2½ | 2  | 3  | 34   | 18 | 8        | 2     | 6       |
| 6  | Швейцарія      | 2½ | 2  | 3  | 2  | 2½ |    | 1½ | 1  | 2  | 1½ | 1½ | 2½ | 2  | 2  | 2½ | 1½ | 4  | 34   | 17 | 6        | 5     | 5       |
| 7  | Чехословаччина | 1½ | 2  | 1  | 3  | 3  | 2½ |    | 1½ | 1  | 1½ | 2  | 1½ | 2  | 1  | 2½ | 4  | 4  | 34   | 15 | 6        | 3     | 7       |
| 8  | Аргентина      | 1  | 2½ | 1½ | 2  | 1  | 3  | 2½ |    | 1½ | 1½ | 1½ | 3  | 3  | 3  | 1½ | 3  | 2  | 33½  | 16 | 7        | 2     | 7       |
| 9  | Німеччина      | 1  | 1  | 1  | 2  | 1  | 2  | 3  | 2½ |    | 2  | 2½ | 1  | 1  | 3  | 2½ | 3  | 3  | 31½  | 17 | 7        | 3     | 6       |
| 10 | Нідерланди     | ½  | 1  | 2  | 1  | 2½ | 2½ | 2½ | 2½ | 2  |    | 2  | 1½ | 1½ | 1½ | 2  | 3½ | 3  | 31½  | 16 | 6        | 4     | 6       |
| 11 | Франція        | 1½ | 1  | 1½ | 1  | 1  | 2½ | 2  | 2½ | 1½ | 2  |    | 2  | 2  | 2½ | 2½ | 3  | 2½ | 31   | 16 | 6        | 4     | 6       |
| 12 | Бельгія        | 1  | 2  | 1½ | 3  | 0  | 1½ | 2½ | 1  | 3  | 2½ | 2  |    | 2  | 3  | 1½ | 1½ | 3  | 31   | 15 | 6        | 3     | 7       |
| 13 | Швеція         | 2  | 1½ | 1½ | 1  | 1½ | 2  | 2  | 1  | 3  | 2½ | 2  | 2  |    | 3  | 1½ | 1  | 3½ | 31   | 13 | 4        | 5     | 7       |
| 14 | Латвія         | 1½ | 2  | 2  | ½  | 1  | 2  | 3  | 1  | 1  | 2½ | 1½ | 1  | 1  |    | 3½ | 3½ | 3  | 30   | 13 | 5        | 3     | 8       |
| 15 | Італія         | 1  | 2  | 2  | 1  | 1½ | 1½ | 1½ | 2½ | 1½ | 2  | 1½ | 2½ | 2½ | ½  |    | 1½ | 1½ | 26½  | 9  | 3        | 3     | 10      |
| 16 | Румунія        | ½  | 1  | 1½ | 2½ | 2  | 2½ | 0  | 1  | 1  | ½  | 1  | 2½ | 3  | ½  | 2½ |    | 3½ | 25½  | 13 | 6        | 1     | 9       |
| 17 | Іспанія        | 0  | 1  | 0  | ½  | 1  | 0  | 0  | 2  | 1  | 1  | 1½ | 1  | ½  | 1  | 2½ | ½  |    | 13½  | 3  | 1        | 1     | 14      |